# Plav (Repubblica Ceca)
Plav è un comune della Repubblica Ceca facente parte del distretto di České Budějovice, in Boemia Meridionale.